# Elias Pressler
Elias Pressler (* 8. Dezember 1988 in Wien) ist ein österreichischer Filmschauspieler.
Seit 2003 spielt er in verschiedenen Kino- und TV-Produktionen. Außer seiner Tätigkeit als Schauspieler betätigt er sich als Maler und absolvierte das Studium der Rechtswissenschaften am  Juridicum (Wien).
Seit 2003 ist er außerdem als Werbesprecher und Synchronstimme für TV und Radio tätig.

## Filmografie
- 2003: Silentium
- 2003: Villa Henriette
- 2004: Mein Mörder
- 2005: Die Ohrfeige
- 2005: SOKO Donau
- 2006: Zodiak – Der Horoskop-Mörder
- 2008: Alle meine Lieben
- 2009: SOKO Donau in der Folge "Rot wie Blut"
- 2010: Kottan ermittelt: Rien ne va plus
- 2014: Copstories, Folge: Jössas

## Auszeichnungen
- 2005: Undine Award-Verleihung 2005: Bester Filmdebütant für Silentium[1]